# بلاژوویتسه
بلاژوویتسه (به چکی: Blažovice) یک منطقهٔ مسکونی در جمهوری چک است که در ناحیه برنو-تسوونتری واقع شده‌است. بلاژوویتسه ۵٫۹۳ کیلومتر مربع مساحت و ۱٬۱۴۷ نفر جمعیت دارد و ۲۴۲ متر بالاتر از سطح دریا واقع شده‌است.